# 藤黃科
藤黃科（学名：Clusiaceae）又稱山竹子科、书带木科，属真双子叶植物金虎尾目，共有14屬。葉子通常呈現卵狀，對生，花單出且腋生。該科大部分草本、喬木或灌木。

## 分類
在金虎尾目之中，已知泽茶科（Bonnetiaceae）是现存植物中与本科关系最密切的姐妹群，然后才是金丝桃科（Hypericaceae）、胡桐科（Calophyllaceae）与川苔草科（Podostemaceae）。 

### 分类沿革
过去，藤黄科在1982年的克朗奎斯特分類法之中被归类于五桠果亚纲山茶目，包含27个属，下分两个亚科：藤黄亚科（Clusioideae）与金丝桃亚科（Hypericoideae）。
随后分子学的研究发现旧有的黄藤科是个并系群，于是，1998年的被子植物APG分類法将金丝桃科与藤黄科分开并列于金虎尾目，到2009年APG III， 紅厚殼屬（Calophyllum）及黄果木属（Mammea）等也被进一步独立出来成立新的胡桐科。

### 内部分类
本科目前约有14到24属，大致上可归类为3族，如下：
- 书带木族 Clusieae
  - 書帶木屬 Clusia
  - 異膠紅木屬 Dystovomita
  - 膠紅木屬 Tovomita
  - 擬膠紅木屬 Tovomitopsis
- 藤黄族 Garcinieae
  - 阿郎果属 Allanblackia
  - 瑞地亚木属 Rheedia
  - 藤黃屬 Garcinia
- 合声木族 Symphonieae
  - Lorostemon
  - Montrouziera
  - 燃膠樹屬 Moronobea
  - 猪油果属 Pentadesma
  - 普拉藤黄属 Platonia
  - 合声木属 Symphonia
  - Thysanostemon